# Kruplivnik
Kruplivnik (mađarski: Vaskorpád, prekomurski: Krplivnik) je naselje u slovenskoj Općini Grad. Kruplivnik se nalaze u pokrajini Prekmurju i statističkoj regiji Pomurju. 

## Stanovništvo
Prema popisu stanovništva iz 2002. godine naselje je imalo 199 stanovnika.